# Arlette Adriani
Arlette Adriani (Alphen aan den Rijn, 2 juni 1975) is een Nederlandse televisiepresentatrice en model. Ze is bekend als presentatrice van spelprogramma's, Astro TV en Ongehoord Nederland.

## Biografie
Na de havo volgde Adriani de vooropleiding van de toneelschool in Utrecht en de acteursopleiding 'Het Collectief' te Amsterdam. Ze had diverse gastrollen in televisieseries, onder andere in Westenwind, Goudkust, Goede tijden, slechte tijden en Oppassen!!! (als apothekersassistent in 2003). Daarnaast vertolkte ze een gastrol in de speelfilm Ik ook van jou. Ze was actief als danseres klassiek ballet.

### Presentatrice
In 2003 presenteerde Adriani diverse belspellen, daarna Puzzeltijd en Vragenvuur bij RTL 4. Later presenteerde ze de spelprogramma's Garito, Game On, Play, NerveControl en SBS Games bij SBS. Ook was ze presentatrice van Astro TV, een programma waarin kijkers kunnen bellen voor astrologisch antwoord op hun levensvragen.
Van maart 2011 t/m februari 2015 presenteerde Adriani De Wekelijkse Lottotrekking. Vanaf medio 2016 presenteerde ze het Teleshopprogramma Dit is mijn Toekomst op de RTL-zenders. Ze was daarna te zien in een reclame van een matrassenfabrikant. In maart 2021 trad Adriani in dienst van Ongehoord Nederland, waar zij een van de presentatoren van het opinieprogramma ON! & Vrienden op YouTube werd. Van 22 februari 2022 tot medio 2023 was ze één van de twee tv-presentatoren van Ongehoord Nieuws op NPO 1. Sindsdien maakt zij regelmatig reportages voor het programma.

## Filmografie
- Goudkust - Renée Verburg (1997)
- Westenwind - Shirley (Sammie, 2002)